# Stadiumi Alush Noga
Stadiumi Alush Noga (dawniej Stadiumi Punëtori) – wielofunkcyjny stadion znajdujący się w mieście Patos w Albanii. 

## Charakterystyka
Na tym stadionie swoje mecze rozgrywa drużyna piłkarska Albpetrol Patos. Stadion może pomieścić 5000 widzów, około połowa miejsc jest siedząca.